# Nabusanke
 (mai 2021).
Nabusanke est une ville située dans le district de Mpigi, en Ouganda.